# ژیراردوف

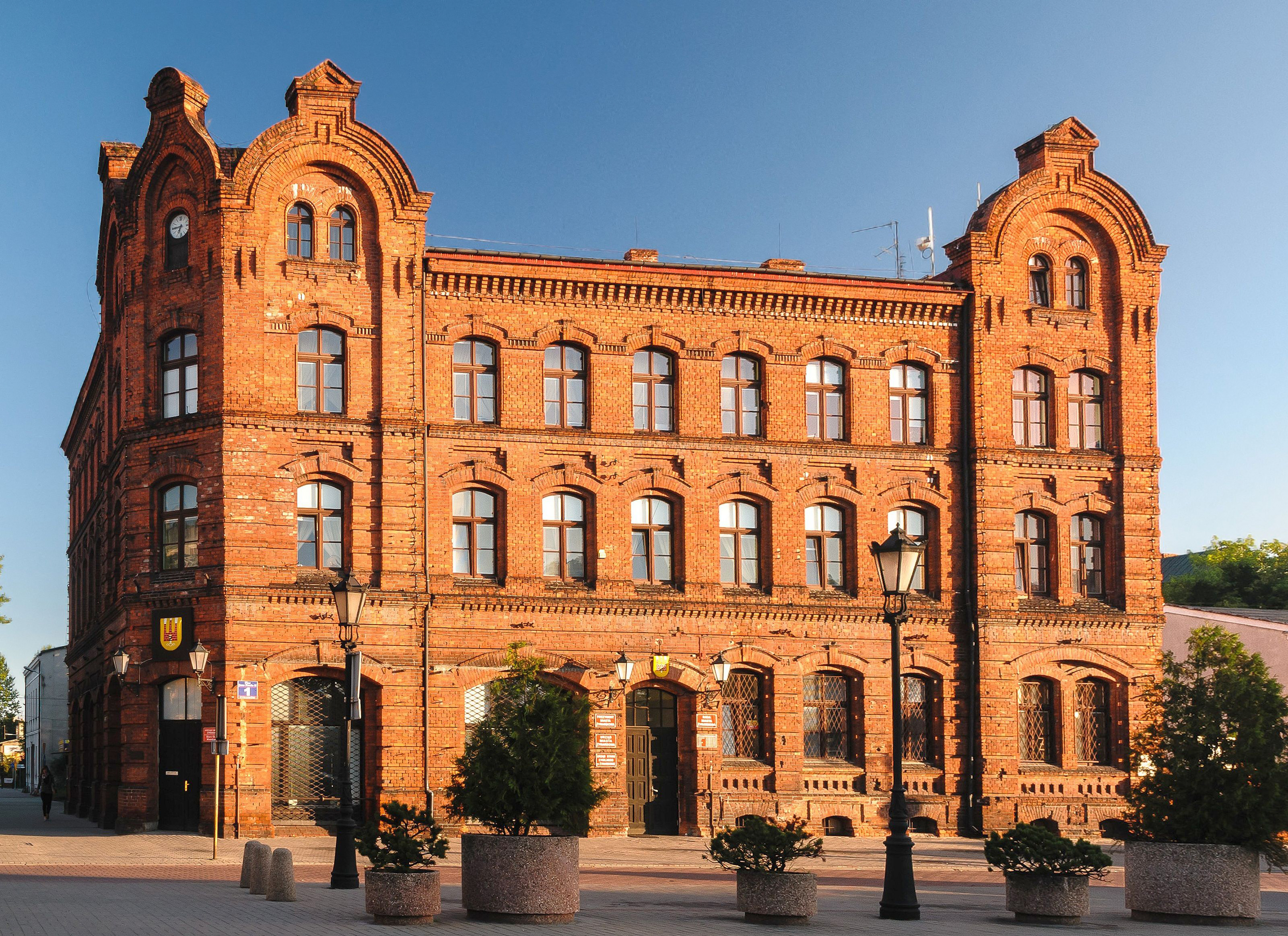
ساختمان دادگستری شهر

ژیراردوف (لهستانی: Żyrardów؛ ‏ [ʐɨˈrarduf] ()) یک منطقهٔ مسکونی در لهستان است که در شهرستان ژیراردوف واقع شده‌است. ژیراردوف ۱۴٫۳۵ کیلومتر مربع مساحت و ۴۱٬۱۶۱ نفر جمعیت دارد.
در جریان تهاجم آلمان به لهستان در آغاز جنگ جهانی دوم، با طلوع آفتاب در ۱۲ سپتامبر ۱۹۳۹، یگان‌هایی از ارتش هشتم آلمان حمله‌ای به شهر ژیراردوف انجام دادند. پس از چندین ساعت دفاع شدید از شهر، ارتش لهستان مجبور شد مواضع خود را ترک کرده و به‌سوی ویسکیتکی، گوزوف، شیمنوف و پاپروتنیا اقدام به عملیات تأخیری کند.
در سال ۱۹۴۱، آلمانی‌ها یهودیان محلی را به گتوی ورشو منتقل کردند.
جنبش مقاومت لهستان در ژیراردوف واحدی از اتحادیه مبارزه مسلحانه و ارتش میهنی را با نام رمز «ژابا» (به معنی «قورباغه») سازمان داد. در پاسخ به فعالیت‌های مقاومت لهستان، نیروهای اشغالگر دست به بازداشت‌های گسترده و اعدام‌های دسته‌جمعی از ساکنان شهر زدند. بزرگ‌ترین بازداشت‌ها که بیش از ۱٬۰۰۰ نفر را دربر می‌گرفت، در ماه‌های ژوئن و اوت ۱۹۴۳ انجام شد. بزرگ‌ترین اعدام عمومی در ۱۸ نوامبر ۱۹۴۳ صورت گرفت که در آن ۲۴ نفر جان باختند. یک نفر موفق به فرار شد. اشغال آلمانی در ۱۶ ژانویه ۱۹۴۵ پایان یافت.

## خواهرخوانده
شهرهای تانگشان، سیرو و دلچفو خواهرخوانده‌های ژیراردوف هست.